# Malin Marmbrandt
Malin Marmbrandt (* 29. April 1985) ist eine schwedische Leichtathletin, welche sich auf den Dreisprung und den Weitsprung spezialisiert hat.

## Karriere

### Dreisprung
Im Jahr 2010 gewann sie im Dreisprung mit 12,74 Metern ihren ersten schwedischen Meistertitel. Ihre zweite Medaille bei den schwedischen Leichtathletik-Meisterschaften gewann sie 2015. Hinter Madeleine Nilsson und Jasmin Sabir gewann sie mit einer Weite von 12,89 Metern die Bronzemedaille. Mit persönlicher Bestleistung von 13,11 Metern gewann sie 2016 ihren zweiten schwedischen Meistertitel. Ein Jahr später sicherte sie sich mit 13,24 Meter hinter Aina Grikšaitė die Silbermedaille bei den schwedischen Meisterschaften.
Am 25. Mai 2017 stellte sie ihre persönliche Bestleistung mit 13,34 Metern im Freien auf. In der Halle stellte sie mit 13,15 in Malmö am 27. Februar 2016 ihre Bestleistung auf.

### Weitsprung
Bei den schwedischen Meisterschaften startet sie nicht bei den Dreisprung-Wettbewerben, sondern auch bei den Wettbewerben im Weitsprung. Im Jahr 2007 verpasste sie knapp den schwedischen Meistertitel im Weitsprung. Mit 6,02 Meter hatte sie dieselbe Weite wie die Siegerin Erica Jarder. Aber ihre zweitbeste Weite war schlechter als die von Jader. Zwischen 2015 und 2017 gewann sie bei den schwedischen Meisterschaften jeweils die Bronzemedaille.
Am 7. Juli 2017 stellte sie in der spanischen Gemeinde Monachil mit 6,52 Metern ihre persönliche Bestleistung im Freien auf. Ihre Bestleistung in der Halle verbesserte sie am 27. Februar 2016 in Växjö auf 6,33 Meter.